# Marcell Jacobs
Lamont Marcell Jacobs (El Paso, 26 de setembro de 1994) é um velocista e saltador estadunidense, naturalizado italiano, campeão olímpico dos 100 metros rasos é primeiro italiano a conquistar a medalha de ouro nesta prova. Em Tóquio 2020 Jacobs venceu estabelecendo um novo recorde europeu dos 100m com o tempo de 9.80.

## Biografia
Filho de mãe italiana (Viviana Masini) e pai afro-americano, nasceu em El Paso, Estados Unidos, onde passou seus primeiros 18 meses. Quando seu pai foi transferido para a Coreia do Sul, ele se mudou para Desenzano del Garda com sua mãe. Iniciou no atletismo aos 10 de idade.

## Carreira
Em 6 de março de 2021, ele ganhou a medalha de ouro nos 60 metros rasos no Campeonato Europeu Indoor em Toruń com um tempo de 6 "47, um novo recorde italiano e melhor desempenho mundial.
Em Tóquio 2020 venceu os 100m rasos com 9,80 s estabelecendo novo recorde europeu para a prova. Também conquistou uma segunda medalha de ouro no revezamento 4x100m rasos juntamente com Lorenzo Patta, Eseosa Desalu e Filippo Tortu, com a marca de 37,50 s, recorde nacional italiano.

## Estatísticas
- Títulos absolutos de italiano: 7 (2018-2019-2020-2021, 60m interno 2021, longo: 2016, interno 2017);
- Copa do Mundo: 2019 (sf, bat / R);
- Europeus: 2016 (11 / long), 2018 (sf);
- Campeonatos europeus indoor (60m): 2017 (11Q / long), 2019 (NM / Q / long), 2021 (1); *Europeu U20: 2013 (9 / long);
- Campeonatos da Europa por equipes : 2019 (2);